# Marumba gigas
Marumba gigas är en fjärilsart som beskrevs av Butler 1875. Marumba gigas ingår i släktet Marumba och familjen svärmare. Inga underarter finns listade i Catalogue of Life.